# Shortcut to Happiness
Shortcut to Happiness är en film från 2007 med bland andra Anthony Hopkins, Alec Baldwin och Jennifer Love Hewitt. Alec Baldwin var också filmens regissör. Baldwin begärde dock att bli struken från filmens eftertexter, då den slutgiltiga versionen av filmen inte överensstämde med hans ursprungliga ambitioner.
Filmen bygger på novellen The Devil and Daniel Webster av Stephen Vincent Benet. Den filmades i början av år 2001, men på grund av finansiella svårigheter fick den inte premiär förrän 2007.
1. 1 2  läs online, Internet Movie Database , läst: 8 april 2016.[källa från Wikidata]
2. ↑  läs online, Internet Movie Database .[källa från Wikidata]
3. ↑  läs online, www.boxofficemojo.com .[källa från Wikidata]